# Saint-Germain-d'Esteuil
Saint-Germain-d'Esteuil es una comuna francesa, situada en el departamento de la Gironda, en la región de Aquitania en el suroeste de Francia. 

## Geografía
Comuna situada en el Médoc. Produce vino de la AOC Médoc.

## Demografía
| 915 | 1003 | 764 | 855 | 1020 | 1087 |
| Para los censos de 1962 a 1999 la población legal corresponde a la población sin duplicidades (Fuente: INSEE [Consultar]) |      |     |     |      |      |